# Salauris
Salauris és el nom que rebé una població de la Tarraconense esmentada únicament a l'Ora marítima d'Aviè, i que tradicionalment s'ha identificat amb Salou, per bé que sense cap troballa que ho corrobori.
El passatge en qüestió diu així:
| «                              | Post haec harenae plurimo tractu iacent, per quas Salauris oppidum quondam stetit, in quis et olim prisca Callipolis fuit, Callipolis illa, quae per altam moenium proceritatem et celsam per fastigia subibat auras, quae laris vasti ambitu latere ex utroque piscium semper ferax stagnum premebat. inde Tarraco oppidum et Barcilonum amoena sedes ditium. | » |
| — Aviè, Ora marítima, 506-514. | |   |

Tot i que es tracta d'un text molt tardà (segle iv dC), Adolf Schulten afirmà que per la seva composició Aviè es basà en el Periple Massaliota, un text del segle vi aC, cosa que li conferiria un gran prestigi i valor documental. El fet que Aviè situï Salauris entre Tàrraco i Bàrcino i la semblança amb el nom de Salou portaren a identificar les dues poblacions, i d'aquesta manera el nom de Salauris es popularitzà com a suposat nom antic de Salou, a despit de la mancança absoluta de proves materials que poguessin ni tan sols afirmar l'existència de Salauris.
Pel que fa a l'origen del mot, la més tradicional la relaciona amb els mots grecs ἅλς háls 'sal', i αὖρα áura 'vent', però en general es considera un mot d'origen desconegut. Pel que fa a la relació amb Salou, generalment es considera que aquest mot és el substantiu alou amb l'article salat incorporat (com a Sarroca o a Collserola); no obstant això, Joan Coromines creu que efectivament Salou prové de Salauris, i que les anomalies en l'evolució (que hauria d'haver esdevingut Salor, i no Salou) es deuen a una antiga etimologia popular amb el mot alou.